# Carl Keenan Seyfert
Carl Keenan Seyfert (* 11. Februar 1911 in Cleveland, Ohio; † 13. Juni 1960 in Nashville) war ein US-amerikanischer Astronom.
Carl Seyfert wurde 1911 als Sohn eines Apothekers in Cleveland, Ohio geboren. Nach Ende seiner Schulzeit begann er 1936 an der Harvard-Universität ein Medizinstudium. Bald jedoch wechselte er zur Astronomie, wo er den Bachelor-, den Master- (1933) und schließlich 1936 den Doktorgrad der Physik verliehen bekam. Seine Dissertation beschäftigte sich mit Studien über die entfernteren Galaxien (eigtl. Studies of the External Galaxies) und konzentrierte sich auf Farben und Größen von Galaxien.
1935 heiratete er die Astronomin Muriel E. Mussells, die als Muriel Mussels Seyfert neue planetarische Nebel der Milchstraße entdeckte. Aus ihrer Ehe gingen die beiden Kinder Carl Keenan Jun. und Gail Carol Seyfert hervor.
1936 beteiligte er sich beim Vorhaben des Yerkes-Observatoriums, ein neues Observatorium zu errichten. In den folgenden Jahren war er bei diesem neuen McDonald-Observatorium beschäftigt. Während dieser Zeit erforschte er zusammen mit Daniel Popper die Eigenschaften von Sternen der Spektralklasse B, verlor dabei aber die Untersuchungen der Farben von Spiralgalaxien nicht aus den Augen.
Von 1940 bis 1942 betrieb er am Mount-Wilson-Observatorium als erster Forschungen über nukleare Emissionen von Spiralgalaxien. 1943 publizierte er eine Arbeit über lichtemittierende Galaxien mit hellen Kernen, welche charakteristische breite Spektrallinien zeigen. Galaxien dieser Art werden seitdem als Seyfertgalaxien bezeichnet. Prominentestes Beispiel für eine solche Seyfertgalaxie ist Messier 77 (NGC 1068), welche Seyfert selbst entdeckt hat. 1942 wurde er aufgrund des Zweiten Weltkriegs nach Cleveland zurückberufen, um dort am Case-Institut Navigation für Armeeeinheiten zu lehren und geheime Militärforschung zu betreiben. Trotz des Krieges schaffte er es, sich nebenbei noch mit der Astronomie zu beschäftigen: Seine Beobachtungen befassten sich hauptsächlich mit Sternen und Nebeln in der Andromedagalaxie M31 und stellaren Spektra. Außerdem konnte er mit Kollegen zum ersten Mal gute Farbfotos von Nebeln und Spektra schießen.
Nach dem Krieg ging Seyfert an die Vanderbilt University in Nashville, Tennessee. Zu dieser Zeit hatte die Universität nur das kleine Barnard-Observatorium, was mit einem 15-Zentimeter-Refraktor ausgestattet war, mit dem schon Edward Emerson Barnard gearbeitet hatte. Innerhalb weniger Jahre schaffte Seyfert es jedoch im Jahre 1953 mit Unterstützung der Stadt Nashville das neue Arthur-J.-Dyer-Observatorium mit einem modernen 60-Zentimeter-Refraktorteleskop zu errichten. Er wurde zu dessen Direktor ernannt und behielt diesen Posten bis an sein Lebensende. Seine Forschungen beschäftigten sich mit stellarer und galaktischer Astronomie ebenso wie mit neuen Instrumententechniken. 
Von 1955 bis 1958 gehörte er zum Vorstand der American Astronomical Society, außerdem war er Mitglied der Royal Astronomical Society, von Associated Universities Incorporated und der Association of Universities for Research in Astronomy (AURA) sowie der National Science Foundation (NSF).
Am 13. Juni 1960 starb Carl Seyfert im Alter von 49 Jahren in Nashville bei einem Autounfall.
1970 wurde der Mondkrater Seyfert nach ihm benannt, außerdem trägt das 60-cm-Teleskop am Dyer-Observatorium seinen Namen. Weiterhin erinnern eine Galaxienklasse, die Seyfertgalaxien, sowie ein Galaxienhaufen um NGC 6027 namens Seyferts Sextett, welchen er während seiner Zeit an der Vanderbilt-Universität entdeckt hatte, an seine Verdienste um die Astronomie.